# Ephippiger tropicalis
Ephippiger tropicalis is een rechtvleugelig insect uit de familie van de sabelsprinkhanen (Tettigoniidae). De wetenschappelijke naam van deze soort is voor het eerst voorgesteld door Baccio Baccetti in een publicatie uit 1985.
Deze soort komt voor in Somalië.